# Baby Pluto
«Baby Pluto» — песня американского рэпера Lil Uzi Vert, выпущенная 6 марта 2020 как первый трек со второго студийного альбома Eternal Atake. Песня достигла номера шесть в чарте Billboard Hot 100.

## Музыкальное видео
Лирическое видео было выпущено 2 мая 2020. Оно было сделано в виде пластилиновой анимации.

## Отзывы критиков
Песня получила в целом положительные отзывы. Кианн-Сиан Уильямс из NME назвал инструментальную часть трека «взрывным». Уилл Шубе из Complex назвал песню «звёздной». Дилан Грин из DJBooth сказал, что песня звучит как «люстра в сверкающей изнутри НЛО».

## Коммерческий успех
Песня дебютировала под номером шесть в чарте Billboard Hot 100, это сделало её вторым самым успешным с альбома Eternal Atake (первой является «Futsal Shuffle 2020», которая достигла пятого номера).

## Чарты
| Чарт (2020)                              | Высшая позиция |
| ---------------------------------------- | -------------- |
| Австралия (ARIA)                         | 48             |
| Канада (Canadian Hot 100)                | 13             |
| Нидерланды (Single Top 100)              | 77             |
| Новая Зеландия (RMNZ)                    | 3              |
| Великобритания (Official Charts Company) | 36             |
| США (Billboard Hot 100)                  | 6              |
| США (Billboard Hot R&B/Hip-Hop Songs)    | 4              |
| США (Billboard Hot Rap Songs)            | 3              |
| США (Rolling Stone Top 100)              | 1              |

## Сертификации
| Регион | Сертификация | Продажи |
| --- | ------------ | ------- |
| США (RIAA) | Золотой      | 500 000 |
| * Данные о продажах приведены только на основе сертификации. ^ Данные о тиражах приведены только на основе сертификации. |              |         |